# Saarde
Saarde, deutsch Saara, ist eine estnische Landgemeinde im Kreis Pärnu mit einer Fläche von 1065 km². Sie liegt ca. 40 km von Pärnu entfernt. Am 1. Januar 2025 hatte die Landgemeinde 4.256 Einwohner.
2017 fusionierte die bisherige Landgemeinde Saarde mit der nordwestlich angrenzenden Landgemeinde Surju.

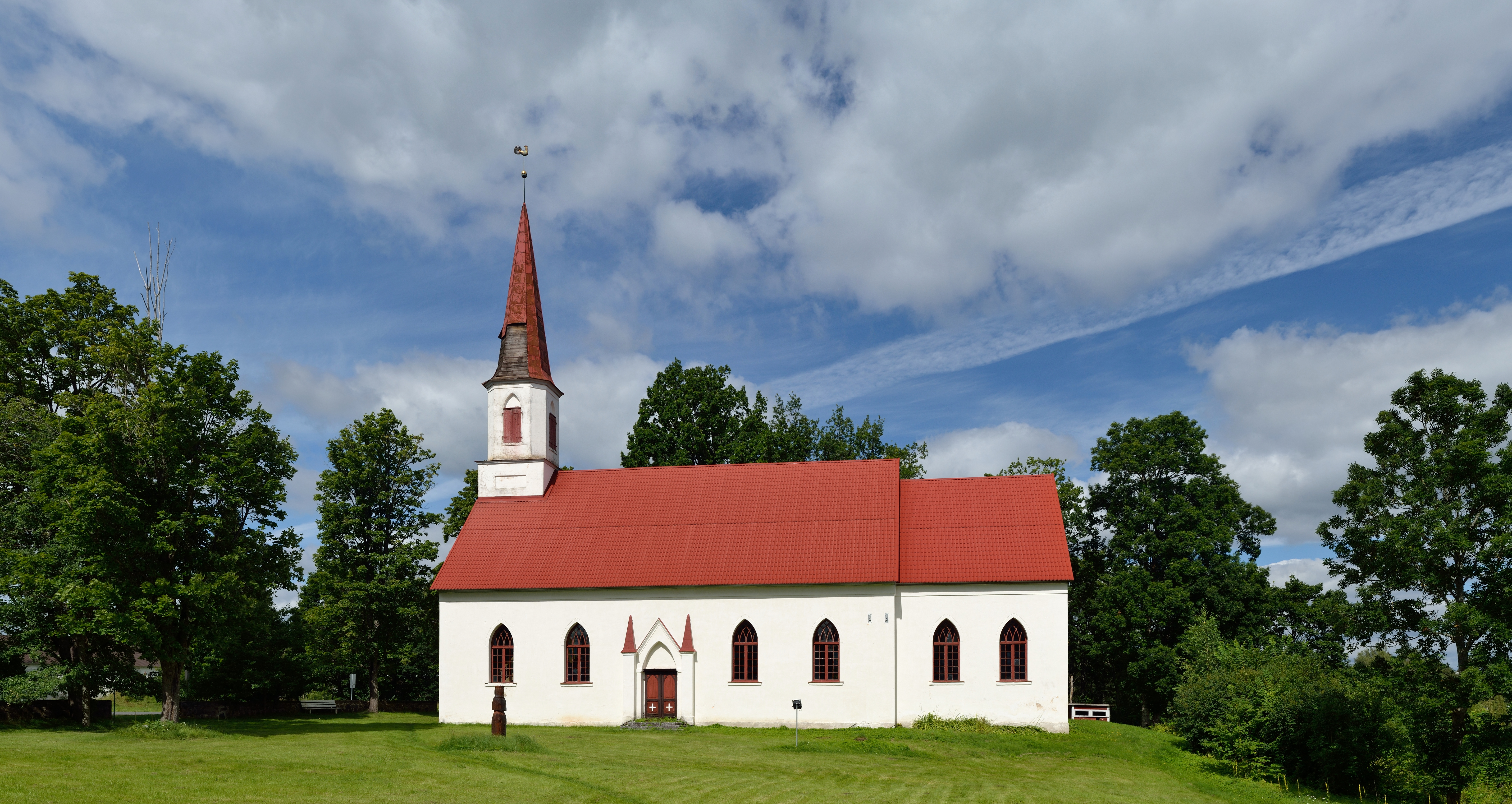
Die Kirche von Saarde

Hauptort ist die Stadt (estn. linn) Kilingi-Nõmme. Neben dem Großdorf (alevik) Tihemetsa umfasst die Gemeinde die Dörfer (kula) Allikukivi, Ilvese, Jaamaküla, Jäärja, Kalda, Kalita, Kamali, Kanaküla, Kärsu, Kikepera, Kõveri, Lähkma, Laiksaare, Lanksaare, Leipste, Lodja, Marana, Marina, Metsaääre, Mustla, Oissaare, Pihke, Rabaküla, Reinse, Reinu, Ristiküla, Saarde, Saunametsa, Sigaste, Surju, Tali, Tõlla, Tuuliku, Väljaküla, Veelikse, Viisireiu.
In Saarde liegen die Naturschutzgebiete von Nigula, Sookuninga und Rongu. Die weitgehend ungestörte Natur bietet zahlreiche Möglichkeiten für Wanderungen und Tierbeobachtungen.

## 2005 bis 2017

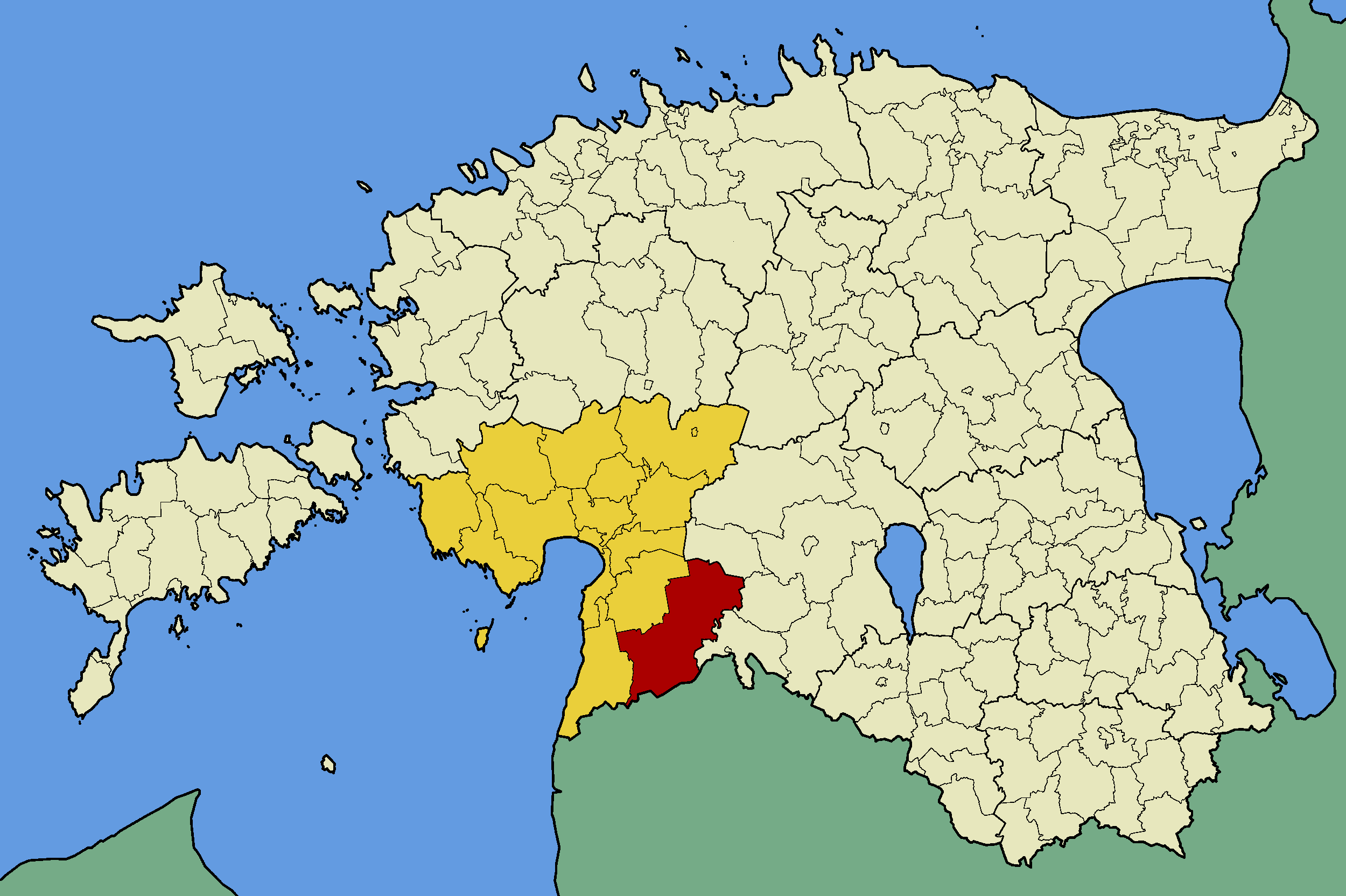
Die Landgemeinde vor 2017

Die ältere Gemeinde Saarde entstand 2005 aus dem Zusammenschluss der Landgemeinde Saarde mit der Stadt Kilingi-Nõmme und der Landgemeinde Tali zu einer neuen Landgemeinde Saarde. Auf einer Fläche von 707 km² lebten 4350 Einwohner (Stand: 2010). Neben dem Hauptort Kilingi-Nõmme umfasste die Gemeinde die Dörfer Allikukivi, Jäärja, Kalita, Kamali, Kanaküla, Kärsu, Laiksaare, Lanksaare, Leipste, Lodja, Marana, Marina, Mustla, Oissaare, Pihke, Reinu, Saarde, Sigaste, Tali, Tõlla, Tuuliku, Väljaküla, Veelikse, Viisireiu.

## Nachweise
1. ↑  RV0240: POPULATION BY SEX, AGE AND PLACE OF RESIDENCE, 1 JANUARY. Abgerufen am 15. August 2025 (englisch).
2. ↑  Gemeindeübersicht 2017